# I Cover the War!
I Cover the War! (Brasil: Em Plena Batalha) é um filme norte-americano de 1937, do gênero drama de guerra, dirigido por Arthur Lubin e estrelado por John Wayne e Gwen Gaze.

## Sinopse
Bob Adams, operador de câmera para noticiários, parte para uma missão no deserto árabe. Em Samari, onde ferve a inquietação tribal, Bob procura o bandido e líder rebelde El Kadar, para fotografá-lo. Antes de conseguir seu intento, ele namora a jovem Pamela Armitage e enfrenta contrabandistas de armas, espiões e degoladores fanáticos. Não satisfeito, ainda salva o exército britânico.

## Elenco
| Ator/Atriz        | Personagem             |
| ----------------- | ---------------------- |
| John Wayne        | Bob Adams              |
| Gwen Gaze         | Pamela Armitage        |
| Don Barclay       | Elmer Davis            |
| Charles Brokaw    | El Kadar               |
| James Bush        | Don Adams              |
| Pat Somerset      | Capitão Archie Culvert |
| Richard Tucker    | Oficial do exército    |
| Major Harris      | Coronel Hugh Armitage  |
| Olaf Hytten       | Sir Herbert            |
| Arthur Aylesworth | Dave Logan             |
| Franklyn Parker   | Graham                 |